# Études internationales
Études internationales est une revue scientifique canadienne à comité de lecture publiée par l’École supérieure d'études internationales. Elle a été fondée en 1970,.